# Школы Кокшетау
Шко́лы Кокшета́у (каз. Көкшетау қаласының мектептері, латиница — каз. Kökşetau qalasynyñ mektepterı) — государственные и негосударственные учреждения среднего общего и начального специального образования (школы, гимназии, лицеи) расположенные в городе Кокшетау, Акмолинская область, Казахстан.
В Кокчетавском уезде в 1917 году имелось 14 школ, в среднем на одну русско-казахскую школу приходилось 19 учеников, на одну русскую — 43. Школ в мещанской части города было мало, в них обучалось небольшое количество детей. На углу улицы Большой (Карла Маркса) и Граничной (Сергея Кирова) находилось уездное народное училище. Первым учителем в нем был Владимир Ильич Чайковский (брат великого композитора Петра Ильича Чайковского), на противоположном углу находилась начальная школа.
В городе было ещё одноклассное училище, позже в этом здании находилась СШ № 7, затем оно было снесено, в настоящее время на этом месте располагается здание городского акимата Кокшетау. В одной из указанных выше начальных школ учился Валериан Владимирович Куйбышев (1888—1935), впоследствии видный деятель большевистской партии и советского государства. Мать Валериана, Юлия Николаевна Куйбышева работала учительницей начальной школы в городе.

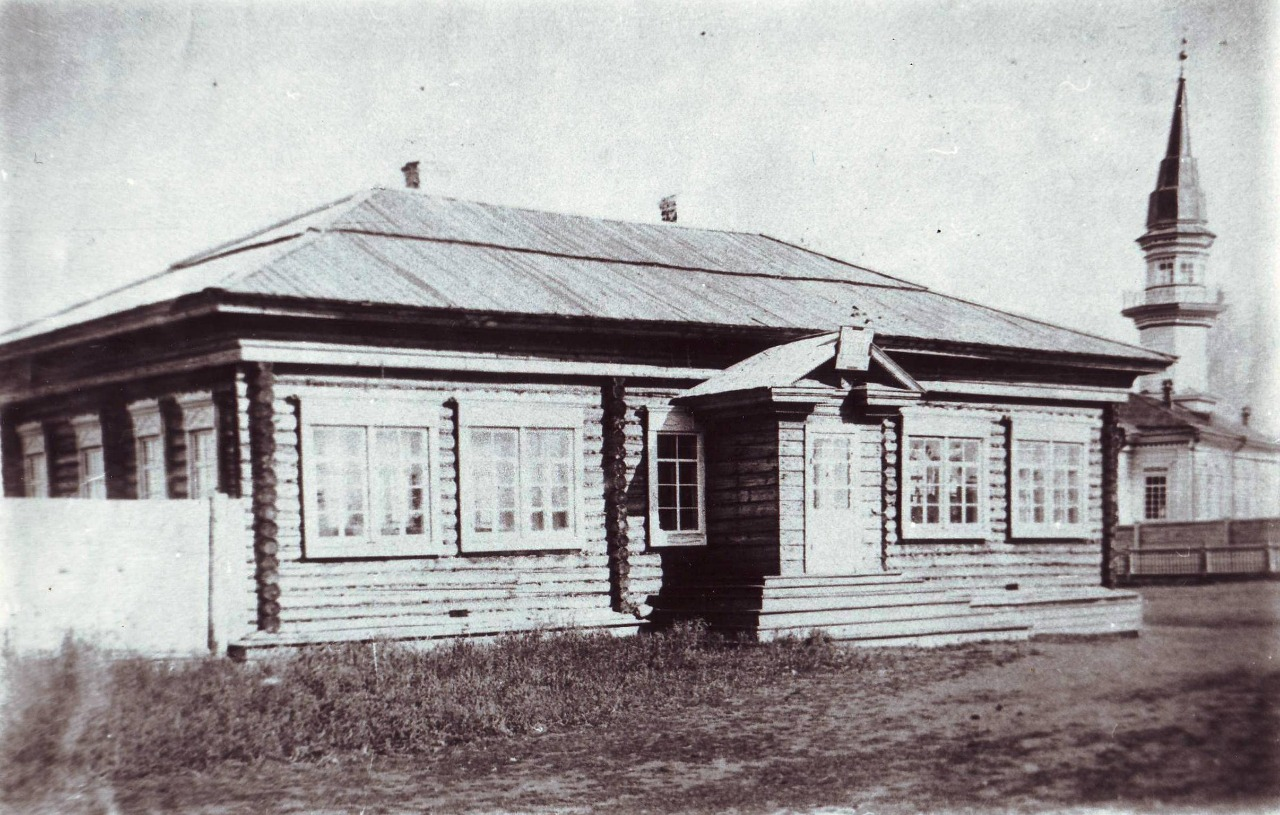
Одна из первых начальных школ в городе. За ней — здание первой мечети города.
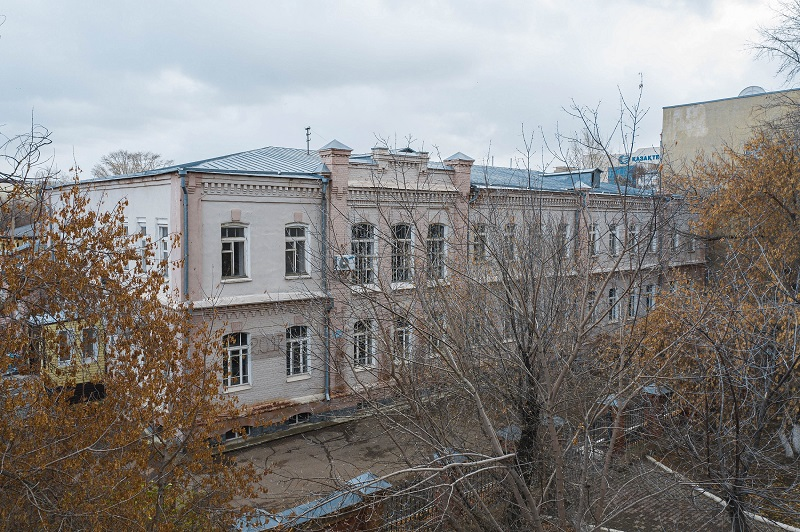
Здание (1904) казахского лицея в историческом центре города Кокшетау.

Первая музыкальная школа была открыта в городе в 1920 году. 1979 год ознаменовался открытием детской художественной школы. В рамках проведения форума межрегионального сотрудничества Казахстана и России в 2021 году был открыт дворец детства и юношества «Болашак Сарайы». Для работы молодых учёных и студентов здесь созданы научно-лабораторные центры робототехники, мехатроники, STEАM-образования, биотехнологии, экологии, электроники, электротехники, возобновляемых источников энергии.
По состоянию на 2021 год в городе, не включая другие единицы в пределах Кокшетауской городской администрации, 24 средние общеобразовательные школы (дневные), 1 основная общеобразовательная школа, центр коррекционного развития детей и 5 учреждений дополнительного образования детей. Образовательный процесс осуществляется в двухсменном и трехсменном режиме. Все школы города компьютеризированы, имеют доступ к сети интернет. Численность учащихся в общеобразовательных школах города на июль 2021 года составляла 26,446 учащихся.